# David S. Johnson
Pour les articles homonymes, voir David Johnson et Johnson.
David Stifler Johnson, né le 9 décembre 1945 à Washington, mort le 8 mars 2016, est chercheur en informatique américain. Il est connu pour ses travaux en algorithmique et en optimisation combinatoire.
Il a reçu le prestigieux prix Knuth en 2010,.

## Biographie
Johnson a obtenu son PhD en 1973 au MIT.
Il est mort le 8 mars 2016.

## Travaux
Johnson est connu pour son travail en algorithmique, et notamment pour la création de challenges pour comparer et améliorer les heuristiques et les algorithmes.
Il est l'auteur avec Michael Garey de l'ouvrage Computers and Intractability (en), l'un des livres importants à la base de la théorie de la complexité et de l'algorithmique. Il est considéré comme le livre le plus important sur la NP complétude.

### Hommage
- In memoriam : David S. Johnson